# Basketball-Ozeanienmeisterschaft 1989
Die Basketball-Ozeanienmeisterschaft 1989, die neunte Basketball-Ozeanienmeisterschaft, fand zwischen dem 28. August und 3. September 1989 in Sydney, Australien statt, das zum vierten Mal die Meisterschaft ausrichtete. Gewinner war der Gastgeber, der zum neunten Mal den Titel erringen konnte. In der Serie konnte Neuseeland mit 2:0 Siegen geschlagen werden. 

## Teilnehmende Mannschaften
Australien

 Neuseeland

## Modus
Gespielt wurde in Form einer Best-of-Three Serie. Die Mannschaft, die zuerst zwei Siege erringen konnte, wurde Basketball-Ozeanienmeister 1989.

## Ergebnisse
| 28. August 1989 |                                        | Australien | 91 – 54 | Neuseeland |  |
| 28. August 1989 | Punkte pro Halbzeit: 43 : 26, 48 : 28. |            |         |            |  |
| 28. August 1989 |                                        |            |         |            |  |
| 28. August 1989 |                                        |            |         |            |  |

| 3. September 1989 |                                        | Australien | 106 – 55 | Neuseeland |  |
| 3. September 1989 | Punkte pro Halbzeit: 54 : 23, 52 : 32. |            |          |            |  |
| 3. September 1989 |                                        |            |          |            |  |
| 3. September 1989 |                                        |            |          |            |  |

| Australien           |
| Meister Australien   |
| Neunte Meisterschaft |

## Abschlussplatzierung
| Rang | Mannschaft |
| ---- | ---------- |
| 1    | Australien |
| 2    | Neuseeland |

Australien qualifizierte sich durch den 2:0-Erfolg für die Basketball-Weltmeisterschaft 1990 in Argentinien.